# Rhytidacris
Rhytidacris is een geslacht van rechtvleugeligen uit de familie veldsprinkhanen (Acrididae). De wetenschappelijke naam van dit geslacht is voor het eerst geldig gepubliceerd in 1923 door Uvarov.

## Soorten
Het geslacht Rhytidacris omvat de volgende soorten:
- Rhytidacris punctata Kirby, 1902
- Rhytidacris tectifera Karsch, 1896